# We Didn’t Start the Fire
We Didn’t Start the Fire (zu deutsch etwa „Wir haben das Feuer nicht entfacht“) ist ein Lied des Sängers und Songschreibers Billy Joel. Der Popsong wurde im Oktober 1989 auf seinem Album Storm Front sowie zuvor im September 1989 als Single veröffentlicht und erreichte die Chartspitze in den US-amerikanischen Billboard Hot 100 sowie die Top 10 in Deutschland.

## Inhalt und Hintergründe
Ungewöhnlich an diesem Stück ist der Aufbau des Textes, der – abgesehen vom Refrain – fast ausschließlich aus der Aneinanderreihung von Schlagworten zu mehr oder weniger wichtigen zeitgeschichtlichen Themen aus den Jahren 1949, dem Geburtsjahr Joels, bis 1989, dem Erscheinungsjahr, besteht. Dabei erfolgt die Aufzählung zunächst chronologisch nach Jahren gegliedert, in der letzten Strophe wird der Zeitraum 1964 bis 1989 weniger ausführlich überflogen. Genannt werden Namen von Persönlichkeiten aus Politik und Kultur, politische und gesellschaftliche Ereignisse, Titel von Filmen, Büchern und Bühnenstücken, Orte sowie Gegenstände. Der Refrain bezieht sich darauf, dass es diese Probleme auch schon lange vorher gab. An einigen Stellen werden auch Umschreibungen verwendet. Auf diese Weise werden in 4:50 Minuten ungefähr 120 Themen angesprochen.
Billy Joel erklärt die Motivation zu diesem Stück mit seinem Geschichtsinteresse. Hätte er nicht als Musiker Karriere gemacht, so wäre er angeblich gerne Geschichtslehrer geworden. Die Idee zu dem Song entstand, als ein 21-jähriger Freund von Sean Lennon gegenüber Joel behauptete, dass in den 1950ern nicht viel passiert sei („everybody knows that nothing happened in the fifties“). Joel wies auf die Suezkrise und den Koreakrieg hin. Die Erinnerung an die Schlagzeilen seit dieser Zeit brachten ihn schließlich auf den Songtext.

## Liste der im Text aufgezählten Begriffe
| 1949      |                               | Harry Truman |  | US-amerikanischer Präsident (1945–1953) beginnt seine zweite Amtszeit am 20. Januar |
| 1949      | Doris Day                     | US-amerikanische Filmschauspielerin und Sängerin, die 1948 ihre Leinwandkarriere startete, wird bekannt |  |                                                                                     |
| 1949      | Red China                     | Proklamation der Volksrepublik China durch Mao Zedong am 1. Oktober |  |                                                                                     |
| 1949      | Johnnie Ray                   | einer der populärsten US-amerikanischen Sänger der 1950er-Jahre beginnt in diesem Jahr seine Karriere |  |                                                                                     |
| 1949      | South Pacific                 | Musical von Richard Rodgers und Oscar Hammerstein wird am 7. April uraufgeführt |  |                                                                                     |
| 1949      | Walter Winchell               | US-amerikanischer Journalist und Erfinder der Klatschspalte |  |                                                                                     |
| 1949      | Joe DiMaggio                  | US-amerikanischer Baseballspieler unterschreibt am 7. Februar als erster Profisportler einen Vertrag mit einer jährlichen Gehaltssumme von 100.000 US-Dollar; späterer Ehemann von Marilyn Monroe                              |  |                                                                                     |
| 1949      |                               | |  |                                                                                     |
| 1950      | Joe McCarthy                  | US-amerikanischer Senator, beginnt einen Feldzug gegen eine angebliche Unterwanderung hoher amerikanischer Staatsämter durch den Kommunismus (siehe auch McCarthy-Ära)                                                         |  |                                                                                     |
| 1950      | Richard Nixon                 | wird in den US-Senat gewählt |  |                                                                                     |
| 1950      | Studebaker                    | US-amerikanischer Autohersteller, baut den millionsten Nachkriegswagen |  |                                                                                     |
| 1950      | Television                    | Anfang der 1950er-Jahre Entwicklung des Fernsehens zum Massenmedium |  |                                                                                     |
| 1950      | North Korea, South Korea      | Beginn des Koreakrieges zwischen Nord- und Südkorea |  |                                                                                     |
| 1950      | Marilyn Monroe                | erste wichtige Rollen für die US-Schauspielerin und spätere Ehefrau von Joe DiMaggio in Asphalt Dschungel und Alles über Eva                                                                                                   |  |                                                                                     |
| 1950      |                               | |  |                                                                                     |
| 1951      | Rosenbergs                    | Beginn des Spionageprozesses gegen Ethel und Julius Rosenberg |  |                                                                                     |
| 1951      | H-Bomb                        | Wasserstoffbombe (Die erste Zündung einer H-Bombe erfolgte allerdings erst am 1. November 1952.) |  |                                                                                     |
| 1951      | Sugar Ray                     | Sugar Ray Robinson, Boxer, wird Mittelgewichtsweltmeister |  |                                                                                     |
| 1951      | Panmunjeom                    | Ort der Unterzeichnung des Waffenstillstandsabkommens des Koreakrieges |  |                                                                                     |
| 1951      | Brando                        | Marlon Brando, US-amerikanischer Schauspieler, wird mit dem Film Endstation Sehnsucht zum Hollywoodstar |  |                                                                                     |
| 1951      | The King and I                | am 29. März uraufgeführtes Musical von Richard Rodgers |  |                                                                                     |
| 1951      | The Catcher in the Rye        | Veröffentlichung von Der Fänger im Roggen, Roman von J. D. Salinger |  |                                                                                     |
| 1951      |                               | |  |                                                                                     |
| 1952      | Eisenhower                    | Wahl von Dwight D. Eisenhower, US-amerikanischer Präsident (1953–1961) |  |                                                                                     |
| 1952      | Vaccine                       | Jonas Salk erprobt am 2. Juli den von ihm entwickelten Impfstoff gegen Kinderlähmung unter anderem an sich selbst und seiner Familie                                                                                           |  |                                                                                     |
| 1952      | England’s got a new Queen     | Mit dem Tod ihres Vaters König Georg VI. am 6. Februar wird Elisabeth II. Königin von Großbritannien |  |                                                                                     |
| 1952      | Marciano                      | Rocky Marciano, Boxer, wird Schwergewichtsweltmeister |  |                                                                                     |
| 1952      | Liberace                      | US-amerikanischer Entertainer |  |                                                                                     |
| 1952      | Santayana good-bye            | George Santayana, Philosoph und Autor, stirbt am 26. September |  |                                                                                     |
| 1952      |                               | |  |                                                                                     |
| 1953      | Joseph Stalin                 | sowjetischer Diktator, stirbt am 5. März |  |                                                                                     |
| 1953      | Malenkov                      | Georgi Maximilianowitsch Malenkow, Nachfolger Stalins für wenige Monate |  |                                                                                     |
| 1953      | Nasser                        | Gamal Abdel Nasser, ägyptischer Präsident |  |                                                                                     |
| 1953      | Prokofiev                     | Sergei Prokofjew, Komponist, stirbt am 5. März |  |                                                                                     |
| 1953      | Rockefeller                   | Nelson Rockefeller, Vizepräsident der Vereinigten Staaten |  |                                                                                     |
| 1953      | Campanella                    | Roy Campanella, US-amerikanischer Baseball-Spieler |  |                                                                                     |
| 1953      | Communist block               | Ostblock |  |                                                                                     |
| 1953      |                               | |  |                                                                                     |
| 1954      | Roy Cohn                      | US-amerikanischer Anwalt verfolgt Anhänger des Kommunismus |  |                                                                                     |
| 1954      | Juan Perón                    | letztes volles Amtsjahr als Präsident Argentiniens |  |                                                                                     |
| 1954      | Toscanini                     | Arturo Toscanini, italienischer Dirigent macht in diesem Jahr seine letzten Aufnahmen |  |                                                                                     |
| 1954      | Dacron                        | Markenname für eine Kunstfaser, siehe Polyethylenterephthalat |  |                                                                                     |
| 1954      | Điện Biên Phủ falls           | größte Niederlage der Franzosen im Indochinakrieg |  |                                                                                     |
| 1954      | Rock Around the Clock         | Song von Bill Haley & His Comets |  |                                                                                     |
| 1954      |                               | |  |                                                                                     |
| 1955      | Einstein                      | Albert Einstein, Begründer der Relativitätstheorie, stirbt am 18. April |  |                                                                                     |
| 1955      | James Dean                    | US-amerikanischer Filmschauspieler, stirbt am 30. September bei einem Autounfall |  |                                                                                     |
| 1955      | Brooklyn’s got a winning team | die Brooklyn Dodgers, US-amerikanisches Baseballteam, gewinnen die World Series Championships |  |                                                                                     |
| 1955      | Davy Crockett                 | US-amerikanischer Politiker und Kriegsheld (1786–1836); eine von Walt Disney produzierte Fernsehserie über ihn startet; Entwicklung der taktischen Atomrakete Davy Crockett (W54)                                              |  |                                                                                     |
| 1955      | Peter Pan                     | Zeichentrickfilm von Walt Disney |  |                                                                                     |
| 1955      | Elvis Presley                 | US-amerikanischer Musiker, unterschreibt am 21. November seinen Vertrag bei RCA Records |  |                                                                                     |
| 1955      | Disneyland                    | der erste der Vergnügungsparks eröffnet am 17. Juli |  |                                                                                     |
| 1955      |                               | |  |                                                                                     |
| 1956      | Bardot                        | Brigitte Bardot, französische Filmschauspielerin, hat weltweiten Erfolg mit dem Spielfilm Und immer lockt das Weib |  |                                                                                     |
| 1956      | Budapest                      | der Ungarische Volksaufstand beginnt am 23. Oktober mit einer Großdemonstration in Budapest |  |                                                                                     |
| 1956      | Alabama                       | Montgomery Bus Boycott |  |                                                                                     |
| 1956      | Khrushchev                    | Nikita Sergejewitsch Chruschtschow, sowjetischer Politiker, kritisierte in einer Geheimrede den Personenkult um Stalin |  |                                                                                     |
| 1956      | Princess Grace                | Hochzeit von Fürst Rainier III. von Monaco und Grace Kelly |  |                                                                                     |
| 1956      | Peyton Place                  | Veröffentlichung des Bestsellerromans der US-amerikanischen Schriftstellerin Grace Metalious |  |                                                                                     |
| 1956      | Trouble in the Suez           | Sueskrise |  |                                                                                     |
| 1956      |                               | |  |                                                                                     |
| 1957      | Little Rock                   | Little Rock Nine |  |                                                                                     |
| 1957      | Pasternak                     | Boris Pasternak, russischer Schriftsteller, veröffentlicht seinen Roman Doktor Schiwago |  |                                                                                     |
| 1957      | Mickey Mantle                 | US-amerikanischer Baseball-Spieler |  |                                                                                     |
| 1957      | Kerouac                       | Jack Kerouac, US-amerikanischer Schriftsteller, veröffentlicht seinen Roman Unterwegs |  |                                                                                     |
| 1957      | Sputnik                       | Start des ersten künstlichen Erdsatelliten Sputnik I durch die Sowjetunion am 4. Oktober |  |                                                                                     |
| 1957      | Chou En-lai                   | Premierminister der Volksrepublik China |  |                                                                                     |
| 1957      | Bridge on the River Kwai      | Veröffentlichung der oscarprämierten Romanverfilmung Die Brücke am Kwai |  |                                                                                     |
| 1957      |                               | |  |                                                                                     |
| 1958      | Lebanon                       | Libanonkrise |  |                                                                                     |
| 1958      | Charles de Gaulle             | französischer Widerstandskämpfer und Staatspräsident wird mit der Bildung einer Regierung beauftragt |  |                                                                                     |
| 1958      | California baseball           | Die Brooklyn Dodgers und die New York Giants ziehen nach Los Angeles beziehungsweise San Francisco um und werden als Los Angeles Dodgers und San Francisco Giants die ersten US-Baseballmannschaften westlich von Kansas City. |  |                                                                                     |
| 1958      | Starkweather homicide         | Charles Starkweather, US-amerikanischer Serienmörder |  |                                                                                     |
| 1958      | Children of Thalidomide       | Contergan-Kinder |  |                                                                                     |
| 1958      |                               | |  |                                                                                     |
| 1959      | Buddy Holly                   | US-amerikanischer Sänger und Songschreiber, stirbt am 3. Februar bei einem Flugzeugabsturz |  |                                                                                     |
| 1959      | Ben Hur                       | Verfilmung des Romans von Lew Wallace |  |                                                                                     |
| 1959      | Space Monkey                  | Affen im Weltraum als Teil des Mercury-Programms |  |                                                                                     |
| 1959      | Mafia                         | Wirtschaftliche Aktivitäten der Cosa Nostra in den USA |  |                                                                                     |
| 1959      | Hula hoops                    | Aufkommen des Hula-Hoop-Reifens |  |                                                                                     |
| 1959      | Castro                        | Fidel Castro, Präsident Kubas, kommt an die Macht |  |                                                                                     |
| 1959      | Edsel is a no-go              | Automodell von Ford mit geringem Verkaufserfolg |  |                                                                                     |
| 1959      |                               | |  |                                                                                     |
| 1960      | U-2                           | U-2-Krise, US-amerikanisches Spionageflugzeug wird über der Sowjetunion abgeschossen |  |                                                                                     |
| 1960      | Syngman Rhee                  | Präsident Südkoreas, emigriert 1960 in die USA (Hawaii) |  |                                                                                     |
| 1960      | Payola                        | Bestechungsskandal in der Musikindustrie |  |                                                                                     |
| 1960      | Kennedy                       | John F. Kennedy, Präsident der USA (1961–1963), gewinnt im November die Präsidentschaftswahlen gegen Richard Nixon |  |                                                                                     |
| 1960      | Chubby Checker                | US-amerikanischer Twist-Musiker |  |                                                                                     |
| 1960      | Psycho                        | Veröffentlichung der Hitchcock-Romanverfilmung des Buchs von Robert Bloch |  |                                                                                     |
| 1960      | Belgians in the Congo         | Operationen Dragon Rouge und Dragon Noir, Unabhängigkeit des Kongos |  |                                                                                     |
| 1960      |                               | |  |                                                                                     |
| 1961      | Hemingway                     | Ernest Hemingway, US-amerikanischer Schriftsteller, begeht am 2. Juli Suizid |  |                                                                                     |
| 1961      | Eichmann                      | Adolf Eichmann, hochrangiger nationalsozialistischer Kriegsverbrecher, wird vom Mossad in Argentinien gefasst |  |                                                                                     |
| 1961      | Stranger in a Strange Land    | Veröffentlichung des Romans Fremder in einer fremden Welt von Robert A. Heinlein |  |                                                                                     |
| 1961      | Dylan                         | Bob Dylan, US-amerikanischer Musiker, unterschreibt einen Plattenvertrag bei Columbia Records |  |                                                                                     |
| 1961      | Berlin                        | Baubeginn der Berliner Mauer |  |                                                                                     |
| 1961      | Bay of Pigs Invasion          | fehlgeschlagener Versuch einer CIA-gestützten Invasion von Exilkubanern gegen die Revolutionsregierung unter Fidel Castro in der Schweinebucht                                                                                 |  |                                                                                     |
| 1961      |                               | |  |                                                                                     |
| 1962      | Lawrence of Arabia            | Veröffentlichung des oscarprämierten Films Lawrence von Arabien |  |                                                                                     |
| 1962      | British Beatlemania           | The Beatles veröffentlichen am 5. Oktober in Großbritannien ihre erste Single Love Me Do |  |                                                                                     |
| 1962      | Ole Miss                      | der schwarze Student James Meredith kann sich dank des Einsatzes von Bundestruppen an der University of Mississippi immatrikulieren                                                                                            |  |                                                                                     |
| 1962      | John Glenn                    | erster US-amerikanischer Astronaut in der Erdumlaufbahn (siehe Mercury-Atlas 6) |  |                                                                                     |
| 1962      | Liston beats Patterson        | Boxkampf um den Schwergewichtstitel am 25. September |  |                                                                                     |
| 1962      |                               | |  |                                                                                     |
| 1963      | Pope Paul                     | Papst Paul VI. wird gewählt |  |                                                                                     |
| 1963      | Malcolm X                     | ein Führer der amerikanischen Schwarzenbewegung sorgt mit seinem Kommentar „…the chickens coming home to roost…“ zur Ermordung Kennedys für Empörung                                                                           |  |                                                                                     |
| 1963      | British politician sex        | Profumo-Affäre |  |                                                                                     |
| 1963      | JFK blown away                | tödliches Attentat auf den US-Präsidenten John F. Kennedy am 22. November in Dallas |  |                                                                                     |
| 1963      |                               | |  |                                                                                     |
| 1964–1989 | Birth control                 | Verhütung |  |                                                                                     |
| 1964–1989 | Ho Chi Minh                   | vietnamesischer Revolutionär und Staatsmann |  |                                                                                     |
| 1964–1989 | Richard Nixon back again      | wird 1968 zum amerikanischen Präsident gewählt und schafft damit sein politisches Comeback |  |                                                                                     |
| 1964–1989 | Moonshot                      | Apollo 11, die erste bemannte Mondlandung |  |                                                                                     |
| 1964–1989 | Woodstock                     | Musikfestival der Hippie-Bewegung |  |                                                                                     |
| 1964–1989 | Watergate                     | Affäre, die zum Rücktritt Nixons führte |  |                                                                                     |
| 1964–1989 | Punk Rock                     | Entstehung der Musikrichtung Punk |  |                                                                                     |
| 1964–1989 | Begin                         | Menachem Begin, Premierminister Israels |  |                                                                                     |
| 1964–1989 | Reagan                        | Ronald Reagan, US-amerikanischer Präsident |  |                                                                                     |
| 1964–1989 | Palestine                     | Palästinensische Autonomiegebiete im Nahostkonflikt |  |                                                                                     |
| 1964–1989 | Terror on the airline         | Mitglieder der PLO führen Flugzeugentführungen durch und zerstören Flugzeuge |  |                                                                                     |
| 1964–1989 | Ayatollah’s in Iran           | Ruhollah Chomeini |  |                                                                                     |
| 1964–1989 | Russians in Afghanistan       | Ausbruch des Sowjetisch-Afghanischen Krieges |  |                                                                                     |
| 1964–1989 | Wheel of Fortune              | Fernseh-Spielshow, im deutschsprachigen Raum: Glücksrad |  |                                                                                     |
| 1964–1989 | Sally Ride                    | US-amerikanische Astronautin, erste Amerikanerin im Weltall |  |                                                                                     |
| 1964–1989 | Heavy metal suicide           | Prozesse gegen Ozzy Osbourne (Black Sabbath) und die Band Judas Priest, denen Eltern vorwerfen, in ihrer Musik unterschwellige Suizidaufforderungen zu transportieren                                                          |  |                                                                                     |
| 1964–1989 | Foreign debts                 | steigende Auslandsschulden durch stark negative Handelsbilanz der Vereinigten Staaten |  |                                                                                     |
| 1964–1989 | Homeless Vets                 | Obdachlosigkeit unter amerikanischen Kriegsveteranen |  |                                                                                     |
| 1964–1989 | AIDS                          | Ausbreitung der Immunschwächekrankheit |  |                                                                                     |
| 1964–1989 | Crack                         | Droge auf Kokainbasis mit sehr hohem Abhängigkeitspotenzial |  |                                                                                     |
| 1964–1989 | Bernie Goetz                  | Bernhard Goetz schoss 1984 in der New Yorker U-Bahn vier Jugendliche an, die ihn berauben wollten |  |                                                                                     |
| 1964–1989 | Hypodermics on the shore      | Medizinische Abfälle, die 1987/88 von der Fresh Kills Landfill aus an umliegende Strände geschwemmt wurden |  |                                                                                     |
| 1964–1989 | China’s Under Martial Law     | Ausnahmezustand in der Volksrepublik China nach dem Tian’anmen-Massaker auf dem Platz am Tor des Himmlischen Friedens |  |                                                                                     |
| 1964–1989 | Rock and Roller Cola Wars     | Cola-Krieg zwischen Coca-Cola und Pepsi flammt auf in Form aufwendiger Werbung mit Musikern |  |                                                                                     |

## Kommerzieller Erfolg

### Chartplatzierungen
| ChartsChartplatzierungen       | Höchstplatzierung | Wochen |
| ------------------------------ | ----------------- | ------ |
| Deutschland (GfK)              | 4 (23 Wo.)        | 23     |
| Österreich (Ö3)                | 7 (12 Wo.)        | 12     |
| Vereinigte Staaten (Billboard) | 1 (19 Wo.)        | 19     |
| Vereinigtes Königreich (OCC)   | 7 (10 Wo.)        | 10     |

| ChartsJahrescharts (1990)      | Platzierung |
| ------------------------------ | ----------- |
| Deutschland (GfK)              | 31          |
| Vereinigte Staaten (Billboard) | 35          |

### Auszeichnungen für Musikverkäufe
| Land/Region                  | Auszeichnungen für Musikverkäufe (Land/Region, Auszeichnung, Verkäufe) | Verkäufe  |
| ---------------------------- | ---------------------------------------------------------------------- | --------- |
| Australien (ARIA)            | Platin                                                                 | 70.000    |
| Dänemark (IFPI)              | Gold                                                                   | 45.000    |
| Deutschland (BVMI)           | Gold                                                                   | 300.000   |
| Kanada (MC)                  | Gold                                                                   | 50.000    |
| Neuseeland (RMNZ)            | 3× Platin                                                              | 90.000    |
| Vereinigte Staaten (RIAA)    | 6× Platin                                                              | 6.000.000 |
| Vereinigtes Königreich (BPI) | 2× Platin                                                              | 1.200.000 |
| Insgesamt                    | 3× Gold · 12× Platin ·                                                 | 7.755.000 |

Hauptartikel: Billy Joel/Auszeichnungen für Musikverkäufe

## Parodien, Adaption und Coverversionen
Das hessische Comedy-Duo Badesalz hat eine veränderte Version mit dem Titel Wie willste deine Eier geschrieben, der österreichische Rapper Money Boy veröffentlichte eine Parodie namens Dicke Eier, von Otto Waalkes stammt die Fassung Wir haben Grund zum Feiern, die eine Reihe von alkoholischen Getränken aufzählt, und J.B.O. veröffentlichte 1995 die Version Mir sta’dd’n etz die Feier, bei der Sehenswürdigkeiten und diverse andere Einrichtungen in Erlangen, der Heimatstadt der Fun-Metal-Band, aufgezählt werden. Auf ihrem Album In der Sache: Der Staat gegen Godzilla veröffentlichte das Komikerduo Elsterglanz das Lied mit neuem Text als Wir sind total bescheuert.
Im Jahr 2004 wurde eine Adaption des Lieds unter dem Titel Malo nas je al' nas ima (Wir sind wenige, aber es gibt uns) von dem kroatischen Sänger  Boris Novković mit eigenem Text veröffentlicht. Novković singt das Lied gemeinsam mit Dino Dvornik im Stil eines Fangesangs. Der Text reiht Namen bekannter Kroaten aneinander, unter denen sich Slobodan Praljak befindet, der sich wegen Vorwürfen, im Bosnienkrieg Kriegsverbrechen begangen zu haben, 2004 dem Internationalen Strafgerichtshof für das ehemalige Jugoslawien (ICTY) stellte. Die verschiedenen existierenden Videoversionen haben heroisierenden Charakter. Die im Lied zum Ausdruck kommende Verehrung Praljaks steht wie die offizielle kroatische Position zu seinem Fall im Gegensatz zum Urteil des ICTY, was die politische Dimension der Adaption unterstreicht.
Für das NDR-Satiremagazin extra 3 coverte das Komiker-Duo Dennis Kaupp und Jesko Friedrich das Lied gleich drei Mal: Zuerst sang 2014 in einem satirischen Song-Battle zwischen US-Präsident Barack Obama und dem russischen Präsidenten Wladimir Putin Obama zu Putin Du gehst mir auf die Eier. 2015 schufen sie unter dem Titel Mir san der FC Bayern einen Schmähsong auf den Münchener Fußballverein, in dem unter anderem kriminelle Machenschaften von Vorstandsmitgliedern sowie Selbstgerechtigkeit und Arroganz thematisiert werden. Zum G20-Gipfel in Hamburg 2017 dichteten sie das Lied erneut um, auf Wenn Autokraten feiern, in Anspielung auf einige der Teilnehmer.
Das Lied They’ll Never Stop The Simpsons aus der Fernsehserie Die Simpsons basiert teilweise auf dem Song von Billy Joel.
Das britische Comedy-Music-Duo Amateur Transplants hat dieses Lied ebenfalls unter dem Titel Finals Countdowns gecovert. Darin werden verschiedene Themen eines medizinischen Abschluss-Examens aufgelistet.
Anlässlich ihres 20-jährigen Jubiläums coverte auch die niederländische Band De Heideroosjes das Lied unter dem Titel De Wereld Draait Door, in dem sie wie im Original historische Zäsurpunkte aus den Jahren 1989 bis 2009 aufzählt.
In Staffel 2 Folge 6 der Wissenschaftsshow MaiThink X – Die Show (Die Psychologie der Täuschung) coverte die Moderatorin Mai Thi Nguyen-Kim das Lied gemeinsam mit Cassandra Steen, Nelson Müller und Henning Krautmacher (Höhner) unter dem Titel Wir sind die Prophezeier. Darin werden in Anspielung auf vage Vorhersagen von vermeintlichen Prophezeiern satirisch die Ereignisse des Jahres 2022 vorausgesagt.
Die US-amerikanische Rockband Fall Out Boy veröffentlichte am 27. Juni 2023 ein Cover unter demselben Namen, in welchem nachrichtenrelevante Ereignisse von 1989 (also dem Jahr der Veröffentlichung des Originals von Billy Joel) bis 2023 aufgezählt werden. Die COVID-19-Pandemie, eines der wohl bedeutendsten zeitgeschichtlichen Ereignisse dieser Jahre, bleibt dabei allerdings unerwähnt. Bassist Pete Wentz begründet dies damit, dass es zu offensichtlich wäre.